# Cuzcurrita de Juarros
Cuzcurrita de Juarros es una localidad del municipio burgalés de Ibeas de Juarros, en la Comunidad Autónoma de Castilla y León (España). 
La iglesia está dedicada a san Román.

## Localidades limítrofes
Confina con las siguientes localidades:
- Al norte con San Millán de Juarros (Posee un puente originario del siglo XII, denominado puente de San Andrés).
- Al noreste con Mozoncillo de Juarros.
- Al este con Salgüero de Juarros.
- Al sureste con San Adrián de Juarros.
- Al sur con Cueva de Juarros.
- Al oeste con Espinosa de Juarros.
- Al noroeste con Castrillo del Val.

## Demografía
Evolución de la población
| Gráfica de evolución demográfica de Cuzcurrita de Juarros entre 2000 y 2017 |
|                                                                             |
| Población de derecho (2000-2017) según el padrón municipal del INE          |

## Historia
Así se describe a Cuzcurrita de Juarros en el tomo VII del Diccionario geográfico-estadístico-histórico de España y sus posesiones de Ultramar, obra impulsada por Pascual Madoz a mediados del siglo XIX:

Lugar con ayuntamiento en la provincia, partido judicial, diócesis, audiencia territorial y capitanía general de Burgos (3 leguas). Situado en la falda O de una cuesta donde le combaten con especialidad los vientos del N; el clima es sano, y las enfermedades comunes las estacionales. Tiene 26 casas con la consistorial y la cárcel; iglesia parroquial (San Román mártir), servida por 1 cura beneficiado; 1 cementerio con buena ventilación, y 1 grande soto al N, que sirve de paseo, con arbolado de olmos que en el verano forman un tejido sumamente frondoso y ameno; en él nacen varias fuentes abundantes de cristalinas y exquisitas aguas de que se surte el vecindario. Confina N Mozoncillo; E San Adrián; S Cueva y Espinosa, y O Castrillo del Val. El terreno es de mediana calidad en su mayor parte, bañándolo 1 pequeño río que tiene origen en la fuente de Cueva, distante ¼ de legua, cuyas márgenes están plantadas de chopos y otros arbustos. Los caminos son de pueblo a pueblo, y la correspondencia se recibe en Burgos. Producciones: trigo, cebada, legumbres y hortalizas; ganado vacuno y lanar; caza de liebres y perdices; y pesca de truchas asalmonadas. Industria: la agrícola, 1 molino harinero, y un batán. Población: 17 vecinos, 38 almas. Capital productivo: 227.820 reales. Imponible: 23.202. Contribución: 1.503 reales 12 maravedíes. El presupuesto municipal asciende a 1.000 reales y se cubre por reparto vecinal.
Diccionario geográfico-estadístico-histórico de España y sus posesiones de Ultramar